# ナルシシスト数
ナルシシスト数（ナルシシストすう、英: narcissistic number）とは、n 桁の自然数であって、その各桁の数の n 乗の和が、元の自然数に等しくなるような数をいう。例えば、13 + 53 + 33 = 153 であるから、153 はナルシシスト数である。
定義より明らかに、1桁の自然数は全てナルシシスト数である。2桁のナルシシスト数は存在しない。ハーディは、著書『ある数学者の生涯と弁明』において、3桁のナルシシスト数は、153, 370, 371, 407 のみであることに言及している。ナルシシスト数を小さな方から列挙すると、
1, 2, 3, 4, 5, 6, 7, 8, 9, 153, 370, 371, 407, 1634, 8208, 9474, … (オンライン整数列大辞典の数列 A005188）
となる。
十進法に限らず、他の基数においても同様にナルシシスト数を定義できるが、基数bを固定するごとにナルシシスト数が有限個しか存在しないことは簡単に証明できる。n 桁の自然数のうち、各桁の n 乗和が最大になるのは、bn − 1 に対する n × (b-1)n である。一方、n 桁の自然数のうち、最小のものは bn−1 である。十分大きな n に対して n × (b-1)n < bn−1 となる（実際、b=10のときn > 60 でこの不等式は成り立つ）が、そのような n に対しては、n 桁のナルシシスト数は存在しない。
10進法にてナルシシスト数は(0を含めないならば)全部で88個存在し、その最大のものは39桁の数
115132219018763992565095597973971522401
二番目に最大のものは
115132219018763992565095597973971522400
である。